# 薬事法ドットコム
株式会社薬事法ドットコム（やくじほうどっとこむ）は、東京都新宿区に本社をおき、健康・美容・医療ビジネスにおけるコンサルティングを行う企業。

## 企業概要
2009年8月に設立。ファウンダーで法学博士の林田学をはじめ多数の弁護士や医学博士、
警察官僚等が顧問として在籍している。会員を対象に広告表現や文言のチェックを行う「薬事チェックドットコム」、医薬品、医療機器等の品質、有効性及び安全性の確保等に関する法律（薬機法）・不当景品類及び不当表示防止法（景表法）・特定商取引に関する法律（特商法）の行政指導などに対するリスク対策を行う「行政指導ドットコム」等のサイトの運営を行っている。また、健康や美容に関するマーケティング等も行っている。